# Ruder-Europameisterschaften 2024
Die Ruder-Europameisterschaften 2024 wurden vom 25. bis 28. April 2024 in Szeged (Ungarn) auf der Regattabahn Szeged ausgetragen.

## Ergebnisse

### Männer
| Bootsklasse                                  | Gold | Gold     | Silber | Silber  | Bronze | Bronze  |
| -------------------------------------------- | --- | -------- | --- | ------- | --- | ------- |
| Einer (M1x)                                  | Deutschland Oliver Zeidler | 7:38,47  | Griechenland Stefanos Douskos | 7:41,36 | Litauen Giedrius Bieliauskas | 7:43,35 |
| Leichtgewichts-Einer (LM1x)                  | Italien Niels Torre | 7:41,72  | Belgien Marlon Colpaert | 7:54,83 | Frankreich Baptiste Savaete | 7:55,10 |
| Doppelzweier (M2x)                           | Rumänien Andrei-Sebastian Cornea Marian Enache | 6:44,55  | Spanien Aleix García Rodrigo Conde | 6:51,07 | Deutschland Jonas Gelsen Marc Weber | 6:51,49 |
| Leichtgewichts-Doppelzweier (LM2x)           | Schweiz Jan Schäuble Raphaël Ahumada | 6:47,56  | Italien Stefano Oppo Gabriel Soares | 6:49,83 | Norwegen Lars Benske Ask Jarl Tjøm | 6:50,06 |
| Doppelvierer (M4x)                           | Italien Nicolò Carucci Andrea Panizza Luca Chiumento Giacomo Gentili                                                                              | 6:03,93  | Schweiz Dominic Condrau Jonah Plock Scott Bärlocher Maurin Lange                                                                                               | 6:04,66 | Polen Dominik Czaja Mateusz Biskup Mirosław Ziętarski Fabian Barański                                                                                   | 6:05,33 |
| Zweier ohne Steuermann (M2-)                 | Großbritannien Oliver Wynne-Griffith Thomas George                                                                                                | 7:01,54  | Rumänien Florin Arteni Florin Lehaci | 7:03,88 | Schweiz Roman Röösli Andrin Gulich | 7:06,50 |
| Leichtgewichts-Zweier ohne Steuermann (LM2-) | Österreich Konrad Hultsch Paul Ruttmann | 07:13,42 | Ungarn Bence Szabó Kálmán Furkó | 7:28,07 | Moldau Dmitrii Zincenco Nichita Naumciuc | 7:40,07 |
| Vierer ohne Steuermann (M4-)                 | Großbritannien Oliver Wilkes David Ambler Matthew Aldridge Freddie Davidson                                                                       | 6:17,63  | Italien Matteo Lodo Giovanni Abagnale Giuseppe Vicino Nicholas Kohl                                                                                            | 6:20,27 | Frankreich Thibaud Turlan Guillaume Turlan Benoît Brunet Téo Rayet                                                                                      | 6:22,86 |
| Achter (M8+)                                 | Großbritannien Sholto Carnegie Rory Gibbs Morgan Bolding Jacob Dawson Charles Elwes Thomas Digby James Rudkin Thomas Ford Harry Brightmore (Stm.) | 5:52,90  | Deutschland Benedict Eggeling Laurits Follert Olaf Roggensack Mattes Schönherr Max John Torben Johannesen Wolf-Niclas Schröder Hannes Ocik Jonas Wiesen (Stm.) | 5:55,23 | Rumänien Mihăiță Țigănescu Ciprian Tudosă Florin Arteni Mugurel Semciuc Marius Cozmiuc Sergiu Bejan Ștefan Berariu Florin Lehaci Adrian Munteanu (Stm.) | 5:56,11 |

### Frauen
| Bootsklasse                        | Gold | Gold    | Silber | Silber  | Bronze | Bronze  |
| ---------------------------------- | --- | ------- | --- | ------- | --- | ------- |
| Einer (W1x)                        | Serbien Jovana Arsić | 8:23,42 | Deutschland Alexandra Föster | 8:28,16 | Tschechien Alice Prokešová | 8:34,97 |
| Leichtgewichts-Einer (LW1x)        | Individuelle Neutrale Athleten Alena Furman | 8:32,17 | Irland Margaret Cremen | 8:42,96 | Tschechien Kristyna Neuhortová | 8:49,89 |
| Doppelzweier (W2x)                 | Norwegen Thea Helseth Inger Seim Kavlie | 7:39,42 | Litauen Donata Karalienė Dovilė Rimkutė | 7:41,50 | Rumänien Ancuța Bodnar Simona Radiș | 7:43,66 |
| Leichtgewichts-Doppelzweier (LW2x) | Rumänien Gianina van Groningen Ionela-Livia Cozmiuc | 7:29,63 | Griechenland Dimitra Eleni Kontou Zoí Fitsiou | 7:31,94 | Italien Valentina Rodini Silvia Crosio | 7:33,73 |
| Doppelvierer (W4x)                 | Großbritannien Lauren Henry Hannah Scott Lola Anderson Georgina Brayshaw                                                                                            | 6:41,19 | Ukraine Daryna Werchohljad Natalija Dowhodko Anastassija Koschenkowa Kateryna Dudtschenko                                                           | 6:43,02 | Deutschland Maren Völz Lisa Gutfleisch Leonie Menzel Pia Greiten                                                                                         | 6:46,63 |
| Zweier ohne Steuerfrau (W2-)       | Rumänien Ioana Vrînceanu Roxana Anghel | 7:52,05 | Griechenland Evangelia Anastasiadou Christina Bourbou                                                                                               | 8:00,87 | Kroatien Ivana Jurković Josipa Jurković | 8:03,13 |
| Vierer ohne Steuerfrau (W4-)       | Großbritannien Helen Glover Esme Booth Samantha Redgrave Rebecca Shorten                                                                                            | 6:53,95 | Rumänien Mădălina Bereș Maria Tivodariu Maria-Magdalena Rusu Amalia Bereș                                                                           | 6:55,47 | Niederlande Maartje Damen Nika Johanna Vos Ilse Kolkman Willemijn Mulder                                                                                 | 6:58,23 |
| Achter (W8+)                       | Rumänien Maria-Magdalena Rusu Roxana Anghel Adriana Adam Maria Tivodariu Mădălina Bereș Amalia Bereș Ioana Vrînceanu Simona Radiș Victoria-Ștefania Petreanu (Stf.) | 6:32,00 | Großbritannien Heidi Long Rowan McKellar Holly Dunford Eve Stewart Lauren Irwin Emily Ford Harriet Taylor Annie Campbell-Orde Henry Fieldman (Stm.) | 6:35,16 | Italien Giorgia Pelacchi Linda De Filippis Alice Gnatta Aisha Rocek Alice Codato Silvia Terrazzi Elisa Mondelli Veronica Bumbaca Emanuele Capponi (Stm.) | 6:37,41 |

### Para-Rudern
| Bootsklasse                                 | Gold                                                                                               | Gold     | Silber                                                                                         | Silber   | Bronze                                                                                    | Bronze   |
| ------------------------------------------- | -------------------------------------------------------------------------------------------------- | -------- | ---------------------------------------------------------------------------------------------- | -------- | ----------------------------------------------------------------------------------------- | -------- |
| PR1-Einer (PR1 M1x)                         | Ukraine Roman Poljanskyj                                                                           | 9:38,87  | Italien Giacomo Perini                                                                         | 9:43,51  | Großbritannien Benjamin Pritchard                                                         | 9:48,87  |
| PR1-Einer (PR1 W1x)                         | Norwegen Birgit Skarstein                                                                          | 10:52,40 | Deutschland Manuela Diening                                                                    | 10:55,67 | Frankreich Nathalie Benoit                                                                | 11:05,27 |
| PR2-Doppelzweier Mixed (PR2 Mix2x)          | Großbritannien Lauren Rowles Gregg Stevenson                                                       | 9:15,19  | Deutschland Jasmina Bier Paul Umbach                                                           | 9:28,60  | Ukraine Anna Ajsanowa Jaroslaw Kojuda                                                     | 9:28,98  |
| PR3-Doppelzweier Mixed (PR3 Mix2x)          | Großbritannien Annabel Caddick Samuel Murray                                                       | 7:55,26  | Deutschland Hermine Krumbein Jan Helmich                                                       | 7:56,99  | Ukraine Darija Kotyk Stanislaw Samoljuk                                                   | 8:01,50  |
| PR3-Vierer mit Steuerfrau/-mann (PR3 Mix4+) | Großbritannien Francesca Allen Joshua O’Brien Giedrė Rakauskaitė Edward Fuller Erin Kennedy (Stf.) | 7:35,67  | Frankreich Candyce Chafa Rémy Taranto Grégoire Bireau Margot Boulet Émilie Acquistapace (Stf.) | 7:48,53  | Italien Carolina Foresti Tommaso Schettino Marco Frank Greta Muti Enrico D’Aniello (Stm.) | 8:05,24  |

## Medaillenspiegel
| Platz  | Land                           | Gold | Silber | Bronze | Gesamt |
| ------ | ------------------------------ | ---- | ------ | ------ | ------ |
| 1      | Großbritannien                 | 8    | 1      | 1      | 10     |
| 2      | Rumänien                       | 4    | 2      | 2      | 8      |
| 3      | Italien                        | 2    | 3      | 3      | 8      |
| 4      | Norwegen                       | 2    | –      | 1      | 3      |
| 5      | Deutschland                    | 1    | 5      | 2      | 8      |
| 6      | Ukraine                        | 1    | 1      | 2      | 4      |
| 7      | Schweiz                        | 1    | 1      | 1      | 3      |
| 8      | Individuelle Neutrale Athleten | 1    | –      | –      | 1      |
| 8      | Serbien                        | 1    | –      | –      | 1      |
| 10     | Griechenland                   | –    | 3      | –      | 3      |
| 11     | Frankreich                     | –    | 1      | 3      | 4      |
| 12     | Litauen                        | –    | 1      | 1      | 2      |
| 13     | Belgien                        | –    | 1      | –      | 1      |
| 13     | Irland                         | –    | 1      | –      | 1      |
| 13     | Spanien                        | –    | 1      | –      | 1      |
| 16     | Tschechien                     | –    | –      | 2      | 2      |
| 17     | Kroatien                       | –    | –      | 1      | 1      |
| 17     | Niederlande                    | –    | –      | 1      | 1      |
| 17     | Polen                          | –    | –      | 1      | 1      |
| Gesamt | Gesamt                         | 21   | 21     | 21     | 63     |